# Steuben (Wisconsin)
Pour les articles homonymes, voir Steuben.
Steuben est un village du comté de Crawford, dans l'État du Wisconsin, aux États-Unis. En 2020, il comptait une population de 122 habitants.